# Verklista för Friedrich Kuhlau
Lista över kompositioner av Friedrich Kuhlau.

## Orkesterverk
- Op. 7, Pianokonsert i C-dur - komp. 1810/publ. 1812
- Op. 45, Concertino för två horn och orkester i f-moll - komp. omkr. 1822/publ. 1830
- WoO 185, Symfoni - komp. före 1805/
- WoO 186, 12 danser för två violiner och kontrabas - komp. före 1808/
- WoO 187, Pianokonsert i f-moll - komp. 1811/
- WoO 223, Ouvertyr till "Amors triumf" /

## Kammarmusik
- Op. 6b, Sonatina för piano och violin ad libitum i D-dur - komp. 1811-2/publ. 1812
- Op. 10a, 3 duor för två flöjter i e-moll, D-dur, G-dur
- Op. 10b, 7 varierade teman och 5 stycken för flöjt solo i D-dur, A-dur, d-moll, G-dur, G-dur, e-moll, G-dur, c-moll, D-dur, G-dur, D-dur, d-moll - komp. före 1810/publ. 1810
- Op. 13, 3 trior för tre flöjter i D-dur, g-moll, F-dur - komp. omkr. 1814/publ. 1815
- Op. 32, Pianokvartett för violin, viola, och violoncell i c-moll - komp. 1820-1/publ. 1821
- Op. 33, Sonat för violin och piano i f-moll - komp. omkr. 1821/publ. 1822
- Op. 38, 3 fantasier för flöjt solo i D-dur, G-dur, C-dur - komp. 1821/publ. 1822
- Op. 39, 3 duor för två flöjter i e-moll, B♭-dur, D-dur -/publ. 1821/2
- Op. 45(a), Concertino för två horn och piano i f-moll - komp. omkr. 1822/publ. 1830
- Op. 50, Kvartett för piano, violin, viola, och violoncell i A-dur - komp. omkr. 1821/publ. 1822
- Op. 51, 3 kvintetter för flöjt, violin, två violor och violoncell i D-dur, e-moll, A-dur - komp. omkr. 1822/publ. 1823
- Op. 57, 3 sonater för flöjt och piano i F-dur, a-moll, G-dur -/publ. 1824
- Op. 63, 6 variationer för flöjt och piano över ett tema ur Carl Maria von Webers "Euryanthe" - komp. omkr. 1824/publ. 1825
- Op. 64, Sonat för flöjt och piano i Ess-dur -/publ. 1825
- Op. 68, 6 divertimenti för flöjt och piano ad libitum i G-dur, D-dur, H-dur, Ess-dur, G-dur, ciss-moll - komp. omkr. 1825/publ. 1825
- Op. 69, Sonat för flöjt och piano i G-dur - komp. omkr. 1825/publ. omkr. 1826
- Op. 71, Sonat för flöjt och piano i e-moll -/publ. 1826
- Op. 79, 3 sonater för violin och piano i F-dur, a-moll, C-dur - komp. omkr. 1827/publ. 1827
- Op. 80, 3 duor för två flöjter i G-dur, C-dur, e-moll - komp. omkr. 1826/publ. 1827/8
- Op. 81, 3 duor för två flöjter i D-dur, F-dur, g-moll - komp. omkr. 1826/publ. 1827/82
- Op. 83, 3 sonater för flöjt och piano i G-dur, C-dur, g-moll - komp. omkr. 1826/publ. 1827/8
- Op. 85, Sonat för flöjt och piano i a-moll -/publ. 1827
- Op. 86, 3 trior för 3 flöjter i e-moll, D-dur, Ess-dur - komp. omkr. 1826-7/publ. 1827
- Op. 87, 3 duor för 2 flöjter i A-dur, g-moll, D-dur - komp. omkr. 1827/publ. 1827
- Op. 90, Trio för 3 flöjter i h-moll - komp. omkr. 1826/publ. 1828
- Op. 94, 8 variationer för flöjt och piano över George Onslows "Pour les filles" ur "Le colporteur" - komp. 1829/publ. 1829
- Op. 95, 3 fantasier för flöjt och piano ad libitum i g-moll, e-moll, d-moll - komp. omkr. 1828/publ. 1829
- Op. 98a, rondo för flöjt och piano i e-moll över "Ah! quand il gèle" ur George Louis Onslows "Le colporteur" - komp. omkr. 1828/publ. 1829
- Op. 99, 8 variationer för flöjt och piano över "Toujours de mon jeune âge" ur George Louis Onslows "Le colporteur" - komp. 1829/publ. 1830
- Op. 101, 8 variationer för flöjt och piano över ett tema ur Ludwig Spohrs opera "Jessonda" - komp. omkr. 1829/publ. 1830
- Op. 102, 3 duor för två flöjter i D-dur, E-dur, A-dur - komp. omkr. 1829/publ. 1830
- Op. 103, Kvartett för fyra flöjter i e-moll - komp. 1829/publ. 1830
- Op. 104, 5 variationer för flöjt och piano över en skotsk folkvisa - komp. 1829/publ. 1830
- Op. 105, 7 variationer för flöjt och piano över en irländsk folkvisa i G-dur - komp. 1829/publ. 1830
- Op. 108, Kvartett för piano, violin, viola, och violoncell i g-moll - komp. 1829/publ. 1833
- Op. 110, 3 duor för flöjt eller violin och piano i B♭-dur, e-moll, D-dur -/publ. 1830
- Op. 119, Trio för två flöjter och piano i G-dur -/publ. 1832
- Op. 122, Stråkkvartett för två violiner, viola, och violoncell i a-moll - komp. 1831/publ. 1841
- WoO 188, 3 cantabile-satser för flöjt solo i G-dur, B♭-dur, A-dur -/publ. 1834
- WoO 189, Andante och polacca för horn och piano/
- WoO 190, Engelsk dans för fyra instrument -/

## Piano

### Sonater
- Op. 4, Sonat i Ess-dur - komp. omkr. 1810/publ. 1810
- Op. 5a, Sonat i d-moll - komp. omkr. 1811-2/publ. 1812
- Op. 6a, 3 sonater a-moll, D-dur, F-dur - komp. omkr. 1811/publ. 1812
- Op. 8a, Sonat i a-moll - komp. omkr. 1812/publ. 1814
- Op. 26, 3 sonater i G-dur, C-dur, Ess-dur -/publ. 1821
- Op. 30, Sonat i B♭-dur -/publ. 1821
- Op. 34, Sonat i G-dur - komp. 1821/publ. 1822
- Op. 46, 3 sonater i G-dur, d-moll, C-dur - komp. omkr. 1822/publ. 1823
- Op. 52, 3 sonater i F-dur, B♭-dur, A-dur - komp. omkr. 1822/publ. 1823
- Op. 127, Sonat i Ess-dur - komp. före 1820/publ. 1833

### Sonatiner
- Op. 20, 3 sonatiner i C-dur, G-dur, F-dur - komp. omkr. 1819/publ. 1820
- Op. 55, 6 sonatiner i C-dur, G-dur, C-dur, F-dur, D-dur, C-dur - komp. 1823/publ. 1823
- Op. 59, 3 sonatiner i A-dur, F-dur, C-dur - komp. omkr. 1824/publ. 1824
- Op. 60, 3 sonatiner i F-dur, A-dur, C-dur samt 3 varierade teman av Rossini - komp. omkr. 1825/publ. 1825
- Op. 88, 4 sonatiner i C-dur, G-dur, a-moll, F-dur - komp. 1827/publ. 1827

### Rondon för piano
- Op. 1, Rondo i C-dur - komp. omkr. 1809/publ. 1810
- Op. 2, Rondo i a-moll - komp. omkr. 1809/publ. 1810
- Op. 3, Rondo i F-dur - komp. omkr. 1809/publ. 1810
- Op. 31, 3 rondon över teman av Mozart och Boieldieu - komp. 1820/publ. 1821
- Op. 40, 6 rondon - komp. omkr. 1821/publ. 1822
- Op. 41, 8 rondon - komp. omkr. 1821/publ. 1822
- Op. 56, 3 rondon i C-dur, G-dur, F-dur över teman ur Wolfgang Amadeus Mozarts "Figaros bröllop" - komp. 1823/publ. 1823
- Op. 73, 3 rondon över teman av Auber och Rossini - komp. omkr. 1826/publ. 1826
- Op. 84, 3 rondon över teman av Auber och Boieldieu - komp. 1827/publ. 1827
- Op. 92, Rondo "Les charmes de Copenhague" - komp. omkr. 1826/publ. 1828
- Op. 96, Rondo över teman ur George Louis Onslows opera "Le colporteur" - komp. omkr. 1828/publ. 1828
- Op. 97, 2 rondon över teman ur Joseph Ferdinand Hérolds opera "Marie" - komp. 1829/publ. 1829
- Op. 98b, rondo för piano i e-moll över "Ah! quand il gèle" ur George Louis Onslows "Le colporteur" - komp. 1834/
- Op. 109, 3 rondon över operamelodier av Rossini m.fl. - komp. 1829/30/publ. 1830
- Op. 113, 3 rondon över operamelodier av Rossini och Isouard - komp. omkr. 1831/publ. 1832
- Op. 117, 3 rondoletton över teman av Ludwig van Beethoven - komp. omkr. 1831/publ. 1831
- Op. 118, 3 rondon över operamelodier av Daniel François Auber - komp. omkr. 1830-1/publ. 1831
- Op. 120, Rondo i F-dur över "La légèreté" av Niccolò Paganini -/publ. 1832
- Op. 121, Rondo i a-moll över "La clochette" av  Niccolò Paganini -/publ. 1832
- Op. 125, Rondeau pastoral i C-dur -/publ. 1832
- WoO 202, Rondo i A-dur - komp. 1815/
- WoO 203, Rondo i a-moll över ett tema av Jacques Pierre Rode -/publ. 1814

### Variationer för piano
- Op. 12, 7 variationer över "Guide mes pas" av Cherubini - komp. omkr. 1814/publ. 1815
- Op. 14, 5 variationer över "Manden med glas i hånd" - komp. omkr. 1813/publ. 1813
- Op. 15, 8 variationer över "God dag, Rasmus Jensen" - komp. omkr. 1815/publ. 1816
- Op. 16, 8 variationer över "Kong Christian stod ved højen mast" - komp. omkr. 1818/publ. 1819
- Op. 18, 9 variationer över "Willkommen, Purpurschale" -/publ. 1819
- Op. 22, Variationer över en dansk visa - komp. omkr. 1820/publ. 1820
- Op. 25, Fantasi och variationer över svenska melodier - komp. omkr. 1815/publ. 1821
- Op. 35, 9 variationer över "Danmark, hellige lyd" av Christoph Ernst Friedrich Weyse- komp. 1821/publ. 1821
- Op. 42, 6 varierade teman över österrikiska folksånger - komp. omkr. 1821/publ. 1822
- Op. 48, 10 variationer över en folkvisa ur Carl Maria von Webers opera Friskytten - komp. omkr. 1822/publ. 1822
- Op. 49, 6 varierade teman från Carl Maria von Webers opera Friskytten - komp. 1822/publ. 1822
- Op. 53, 3 varierade teman från Carl Maria von Webers "Preciosa" - komp. 1822/3/publ. 1823
- Op. 54, 10 variationer över "Silenzio che sento" av Giuseppe Francesco Bianchi - komp. omkr. 1823/publ. 1823
- Op. 60, (3 sonatiner i F-dur, A-dur, C-dur samt) 3 varierade teman av Rossini- komp. omkr. 1825/publ. 1825
- Op. 62, 3 varierade teman från Carl Maria von Webers opera Euryanthe - komp. omkr. 1824/publ. 1824
- Op. 91, 11 variationer över Liten Karin - komp. omkr. 1826/publ. 1828
- Op. 112, 3 varierade teman i C-dur, G-dur, F-dur av Bellini, Hummel och en österrikisk folkvisa - komp. omkr. 1831/publ. 1831
- Op. 116, 2 varierade teman från Gioachino Antonio Rossinis opera Wilhelm Tell - komp. omkr. 1831/publ. 1831
- WoO 196, Variationer över ett tema av Henri Montan Berton - komp. före 1808/publ. 1807
- WoO 197, Variationer "Auf hamburgs Wohlergeben"; - komp. före 1810/
- WoO 198, 67 variationer - komp. före 1816/publ. före 1816
- WoO 199, Variationer över "Lorsque dans une tour" - komp. före 1816/publ. före 1816
- WoO 200a, Andantino med variationer -/publ. 1822

### Marscher och danser för piano
- Op. 61, 6 Divertissements i valsform - komp. omkr. 1824/publ. 1825
- WoO 205, Sorgmarsch - komp. 1814/publ. 1814
- WoO 206, 2 kröningsmarscher - komp. 1815/publ. 1815
- WoO 207, Marsch för kungliga livgardet - komp. omkr. 1815/publ. 1815
- WoO 208, 2 vapendanser -/publ. 1816
- WoO 209, Paradmarsch för gardet -/publ. 1818
- WoO 210, 6 valser - komp. före 1808/publ. före 1808
- WoO 211, 10 valser -/publ. 1812/3
- WoO 212, 12 valser -/publ. 1817
- WoO 213, Favoritvals i A-dur -/publ. 1817
- WoO 214, Vals i F-dur - komp. omkr. 1818/
- WoO 216, "Grande valse héroïque" -/publ. 1822
- WoO 217, 12 skotska danser -/publ. omkr. 1810
- WoO 218, 6 skotska danser -/publ. 1812
- WoO 219, Menuett "Alte und neue Zeit" -/publ. omkr. 1812
- WoO 220, Ecossäs i Ess-dur -/
- WoO 221, Polacca i B♭-dur -/publ. omkr. 1834
- WoO 229, 5 valser, ej autentiska-/
- WoO 230, 6 små valser, ej autentiska -/

### Övrig pianomusik
- Op. 29(a), Pianoversion av ouvertyren till "Elisa"
- Op. 37, Divertissement i Ess-dur - komp. 1821/publ. 1822
- Op. 65(a), Pianoversion av ouvertyren till "Lulu"
- Op. 74b, Pianoversion av skådespelsmusik till "William Shakespeare" - komp. 1825-6/publ. 1873
- Op. 93, Fantasi över svenska sånger -/publ. 1828
- Op. 100(a), Pianoversion av ouvertyren till "Elverhøj"
- Op. 107(a), Pianoversion av ouvertyren till "Hugo und Adelheid"
- Op. 115(a), Pianoversion av ouvertyren till "Trillingbrødrenen fra Damask"
- Op. 126, Divertissement över teman av Wolfgang Amadeus Mozart -/publ. 1833
- WoO 129(a), Pianoversion av ouvertyren till "Røverborgen"
- WoO 194, Adagio och Allegro con brio - komp./publ. före 1820
- WoO 195, Grave och Allegro non tanto - komp. omkr. 1820/
- WoO 201, Lento Al Rovescio - komp. före 1818/
- WoO 204, "Ungewetter auf dem Meere" - komp. omkr. 1810/
- WoO 215, "Kaleidacousticon" - komp. omkr. 1817/publ. omkr. 1817

### Fyrhändigt piano
- Op. 8b, Sonat i F-dur - komp. 1820
- Op. 17, Sonatin i F-dur -/publ. 1818
- Op. 24, 8 valser - komp. omkr. 1820/publ. 1821
- Op. 27(b), Version för fyrhändigt piano av ouvertyren till "Die Zauberharfe"
- Op. 28, 6 valser -/publ. 1821/2
- Op. 29(b), Version för fyrhändigt piano av ouvertyren till "Elisa"
- Op. 44, 3 sonatiner i G-dur, C-dur, F-dur - komp. omkr. 1822/publ. 1822
- Op. 47(b), Version för fyrhändigt piano av ouvertyren till "Eurydice in Tartarus"
- Op. 58, 4 variationer över "Deh calma o ciel" ur Gioacchino Rossini's "Otello" - komp. omkr. 1823/publ. 1824
- Op. 65(b), Version för fyrhändigt piano av ouvertyren till "Lulu"
- Op. 66, 3 sonatiner i F-dur, C-dur, G-dur - komp. omkr. 1824/publ. 1825
- Op. 70, 3 rondon i F-dur, C-dur, D-dur - komp. omkr. 1826/publ. 1826
- Op. 72a, 9 variationer över Ludwig van Beethovens "Herz, mein Herz", Op. 75:2 - komp. omkr. 1826/publ. 1826
- Op. 74(b), Version för fyrhändigt piano av ouvertyren till "William Shakespeare"
- Op. 75, variationer över Ludwig van Beethovens "Der Wachtelschlag", WoO 129 - komp. omkr. 1826/publ. 1826/7
- Op. 76, 8 variationer över Ludwig van Beethovens "Lebensglück", Op. 88 - komp. omkr. 1826/publ. 1827
- Op. 77, 8 variationer över Ludwig van Beethovens "Sehnsucht", op. 83:2 - komp. omkr. 1826/publ. 1827
- Op. 100(b), Version för fyrhändigt piano av ouvertyren till "Elverhøj"
- Op. 100(b), Version för fyrhändigt piano av ouvertyren till "Hugo und Adelheid"
- Op. 111, 3 rondon i C-dur, D-dur, C-dur - komp. omkr. 1831/publ. 1831
- Op. 114, 3 varierade teman i G-dur, C-dur, F-dur av Mozart m.fl.-/publ. 1832
- Op. 123, Allegro pathétique i c moll -/publ. 1832
- Op. 124, Adagio och rondo i Ass dur -/publ. 1832
- WoO 129(b), Version för fyrhändigt piano av ouvertyren till "Røverborgen"
- WoO 191, Sonatin i C-dur -/publ. omkr. 1835
- WoO 192, Divertissement i B♭-dur -/publ. 1838
- WoO 193, Valser från Dobberan -/publ. före 1824
- WoO 228, 6 valser

## Scenmusik
- Op. 27, "Trylleharpen"; opera (av Jens Baggesen)- komp. 1816/publ. 1820
- Op. 29, "Elisa"; opera (av Caspar Johannes Boye) - komp. 1819-20/publ. 1820
- Op. 47, "Eurydice i Tartarus"; lyrisk-dramatsiak scen (av Jens Baggesen) - komp. 1816/Ouvertyr publ. 1823
- Op. 65, "Lulu"; opera i tre akter (av Carl Frederik Güntelberg) - komp. 1823-4/publ. 1825
- Op. 74, "William Shakespeare"; musik till skådespel (av Casper Johannes Boye) - komp. 1825-6/ouvertyr publ. 1826
- Op. 100, "Elverhøj"; musik till skådespel (av Johan Ludvig Heiberg) - komp. 1828/publ. 1828
- Op. 107, "Hugo og Adelheid"; opera i tre akter (av Casper Johannes Boye) - komp. 1827/publ. 1827/38
- Op. 115, "Trillingbrødrene fra Damask"; musik till komedi i tre akter (av Adam Gottlob Oehlenschläger) - komp. 1830/publ. 1830
- WoO 128, 2 romanser ur "Hugo von Reinberg"; tragedi i fem akter (av Adam Gottlob Oehlenschläger) - komp. 1814/publ. 1814
- WoO 129, "Røverborgen"; opera i tre akter (av Adam Gottlob Oehlenschläger) - komp. 1813/publ. 1815
- WoO 130, "Den lykkelige Hero"; lyrisk scen (av Christian Sander) - komp. omkr. 1819/
- WoO 131, 2 sånger ur "Aladdin"; skådespel (av Adam Gottlob Oehlenschläger) - komp. 1816-30/publ. 1839
- WoO 224, Scen ur Ossians sånger's "Comala" -/
- WoO 225, "Moses"; skådespel (av Ernst August Klingemann) -/
- WoO 226, "Alfred"; opera (av August von Kotzebue) -/

## Körverk
- Op. 36, "Die Feier des Wohlwollens" för 3 mansröster och piano -/publ. 1822
- Op. 67, 6 fyrstämmiga sånger för manskör a cappella -/publ. omkr. 1825

1. Mailied
2. Lied des Schiffers im Hafen
3. Abendlied
4. Der kleine Hexenmeister

- Op. 82, 9 fyrstämmiga sånger för manskör a cappella - komp. 1826/publ. 1828

1. Waldessprache
2. Gelegenheit
3. Der Abend
4. Berglied
5. Minnelied
6. Reiters Ausfahrt
7. Alonzo
8. Schifferlied
9. Die Wolke

- Op. 89, 8 fyrstämmiga sånger för manskör a cappella - komp. omkr. 1826/publ. 1828/9

1. Selinde
2. Lebensglück
3. Beim Weine
4. In der Fremde
5. Amor
6. Serenade
7. Die Nacht
8. Romanze vom zerbrochenen Teufel

- WoO 132, "An die Freude" för soli, kör, och orkester - komp. 1813/
- WoO 133, Kantatino för två sopraner och blandad kör med flöjt och stråkorkester - komp. omkr. 1814/
- WoO 134, "Reformationskantat" - komp. 1817/
- WoO 135, Sorgekantat över Moltke - komp. 1818/
- WoO 136, Bröllopskantat för soli, blandad kör och orkester - komp. 1828/
- WoO 137a, Två folksånger för röst och piano - komp. omkr. 1819/publ. 1819

1. Land hvor jeg ved min moders hjerte
2. Så smiler som barnet i vugge

- WoO 137b, Version för manskör och orkester av Op. 137a, Nr. 2 - komp. omkr. 1819/publ. 1819
- WoO 138, March för piano med manskör - komp. omkr. 1820/publ. 1821
- WoO 139, "Den kronede norske nationalsang" för manskör och piano - komp. 1821/publ. 1822
- WoO 140, "Sang for land-cadetter" för manskör och piano - komp. 1828/publ. 1828
- WoO 141, "Fortrængt blev mørket" för manskör med gitarr -/
- WoO 142, "Freunde, wie schön"; sång för två sopraner, tenor, och bas med piano -/publ. 1824
- WoO 143, 2 mosaiska körer - komp. 1817/publ. 1826

## Sånger
- Op. 5b, 3 sånger med piano - komp. före 1806/publ. omkr. 1806-7

1. Am Grabe der Geliebten
2. Die letzte Gabe
3. Die Religion

- Op. 9, 6 sånger med piano - komp. omkr. 1813/publ. 1814

1. Deh se m'ami anima mia
2. No, perdonami o Cloe
3. Io lo so che il bel sembiante
4. Sol che un istante
5. Mi lagnerò tacendo
6. Povero cor, tu palpiti

- Op. 11a, 10 tyska sånger med piano - komp. 1813/publ. 1814

1. Das Grab
2. Einladung ins Thal La Cava
3. Lied um Regen
4. Stimme aus dem Grabe
5. Schlachtgesang
6. Aladdin auf dem Grabe seiner Mutter
7. Der Engel der Unschuld
8. Fremdlings Abendlied
9. Zartes Herz
10. Auf ein Lautenband

- Op. 11b, "Die Orakelglocke" för röst och piano - komp. omkr. 1810/publ. 1810
- Op. 19, 10 tyska sånger med piano - komp. omkr. 1818/publ. 1819

1. Reiz und Wert der Liebe
2. An die Entfernte
3. Dichterlied
4. Triolett
5. An die Unbekannte
6. Leiden
7. Die Rose
8. Wiegenlied
9. Die Wünsche
10. Der Totengräber

- Op. 21, 3 sånger av Heinrich Wilhelm von Gerstenberg med piano, - komp. omkr. 1820/publ. 1820

1. Der Traum
2. Orpheus
3. Der erste Mai

- Op. 23, 12 tyska sånger med piano - komp. 1819/publ. 1820

1. An **
2. Trauer der Liebe
3. Das Mädchen bei der Rose
4. Sehnen
5. Finden
6. Nachtgesang
7. Der Trinkkönig
8. Abendphantasie
9. Sehnsucht
10. Schaurig ist die Nacht
11. An die Natur
12. Liebesliedchen

- Op. 72b, 3 sånger med piano - komp. 1821-3/publ. 1823

1. Die Mitternachtssterne
2. Mein Lied
3. Der Sterbende

- Op. 78, 2 dikter av Ignaz Franz Castelli för röst och piano -/publ. omkr. 1827

1. Der Sitz des Herzens
2. Lied der Entzagung

- Op. 106, 6 Romanser och sånger av Friedrich de la Motte Fouqué med piano - komp. 1829/publ. 1830

1. Liebesproben
2. Lied
3. Mathildens Klage
4. Lied
5. Sängerglück

- WoO 128, 2 romanser ur "Hugo von Reinberg" med piano - komp. 1814/publ. 1814

1. Når ridderen drager i kampen hen
2. En grube står i bjergets indre

- WoO 131, 2 sånger ur "Aladdin"; med piano - komp. 1816-30/publ. 1839

1. Lykken ei tvinges må
2. Kom nu min yngling kjære

- WoO 137, två folksånger för röst och piano - komp. omkr. 1819/publ. 1819

1. Land hvor jeg ved min moders hjerte
2. Så smiler som barnet i vugge

- WoO 144, "Nice se più non m'ami"; duett med piano -/publ. före 1808
- WoO 145, "Die Abtissin und die Nonne"; antifon för två röster med piano -/publ. omkr. 1810
- WoO 146, "Die Blumen" för röst och piano - komp. före 1808/publ. före 1808

1. I skyggedækket mose
2. Die Rose

- WoO 147, "Das Veilchen" för röst och piano - komp. före 1808/publ. 1808
- WoO 148, Aria ur "Einer für drei" för röst och piano -/
- WoO 149, "Leichte Stücke" för röst och piano - komp. före 1810/publ. före 1810

1. Mailied
2. Minna an die Nacht
3. Mein Glück
4. Wiegenlied einer zärtlichen Mutter
5. Wiegenlied
6. Minna als ihr Trauter von ihr schied

- WoO 150, "Resignation" för röst och piano - komp. före 1810/publ. omkr. 1810
- WoO 151, "Kennst du das Land" för röst och piano - komp. före 1810/publ. omkr. 1810
- WoO 152, "Das Mädchen im Bade" för röst och piano - komp. före 1811/publ. omkr. 1810
- WoO 153, 3 Canzonetter för röst och piano - komp. 1813/publ. 1818/9

1. Fra un dolce deliro
2. Venni amore
3. Canta la storia

- WoO 154, "Romance til den 1. januar" för röst och piano - komp. 1813/publ. 1813
- WoO 155, "Frisch auf zur Freude" för röst och piano - komp. 1814/publ. 1842
- WoO 156, "Rastlose Liebe" för röst och piano -/publ. omkr. 1815
- WoO 157, "Evighetsblomsten" för röst och piano - komp. omkr. 1818/publ. 1818
- WoO 158, "Månedsroser" för fyra röster med piano - komp. 1818/publ. 1818
- WoO 159, "Urania" för röst och piano -/publ. omkr. 1820
- WoO 160, "Rank står med hjelmen" för röst och piano - komp. 1822/publ. 1822
- WoO 161, "Der Entfernte an den Mond" för röst och piano - komp. omkr. 1822/publ. 1822
- WoO 162, "I våren" för röst och piano - komp. omkr. 1823/publ. 1823
- WoO 163, "Sang til friheden" för röst och piano - komp. omkr. 1824/publ. 1824
- WoO 164, 2 sånger ur "Fjeldeventyret" för röst och piano - komp. 1824/5/publ. 1825
- WoO 165, "Mindet" för röst och piano - komp. omkr. 1827/publ. 1827
- WoO 166, 3 postuma sånger för röst och piano -/publ. 1875

1. Vandringsmand, jeg vil dø
2. I byen der bode der en pige
3. I drømme jeg dit navn påkalder

- WoO 167, 3 sånger av Bang för röst och piano -/

1. Ét år gåer og ét år kommer
2. Seiren vinker, sværdet blinker
3. Sov unskyld sødt

- WoO 168, "Ellinors svarmeri" för röst med flöjt och piano - komp. omkr. 1829/
- WoO 232, Romanser och sånger i två volymer för röst och piano -/

## Kanon
- WoO 169, Gåtkanon (tvåstämmig)- komp. före 1809/publ. 1808/9
- WoO 170, 5 gåtkanon -/publ. 1811
- WoO 171, "Alleluia"; (trestämmig) -/publ. 1811
- WoO 172, Kanon för piano -/publ. 1811
- WoO 173, "Ave Maria"; (sjustämmig) -/publ. 1812
- WoO 174, Tvåstämmig kanon i a-moll -/
- WoO 175, Tolvstämmig kanon -/
- WoO 176, Musikaliskt anagram över B,A,C,H -/
- WoO 177, "Kühl, nich lau"; av Ludwig van Beethoven -/
- WoO 178, Kanon i B♭-dur  (tvåstämmig)-/publ. 1820
- WoO 179, Kanon i a-moll  (fyrstämmig)-/publ. 1821
- WoO 180, Plora, plange"; (fyrstämmig) -/publ. 1821
- WoO 181, "Guter Wein"; (sexstämmig)-/publ. 1821
- WoO 182, Kanon (28-stämmig) -/publ. 1821
- WoO 183, 13 komiska kanon -/publ. 1817
- WoO 184, Gåtkanon (fyrstämmig) -/

## Övrigt
- WoO 222, Generalbasskola -/
- WoO 231, 12 dikter av Frederik Høegh-Guldberg, aldrig komponerade -/

## Efter opusnummer
- Op. 1, Rondo för piano i C-dur - komp. omkr. 1809/publ. 1810
- Op. 2, Rondo för piano i a-moll - komp. omkr. 1809/publ. 1810
- Op. 3, Rondo för piano i F-dur - komp. omkr. 1809/publ. 1810
- Op. 4, Pianosonat i Ess-dur - komp. omkr. 1810/publ. 1810
- Op. 5a, Pianosonat i d-moll - komp. omkr. 1811-2/publ. 1812
- Op. 5b, 3 sånger med piano - komp. före 1806/publ. omkr. 1806-7
- Op. 6a, 3 pianosonater a-moll, D-dur, F-dur - komp. omkr. 1811/publ. 1812
- Op. 6b, Sonatina för piano och violin ad libitum i D-dur - komp. 1811-2/publ. 1812
- Op. 7, Pianokonsert i C-dur - komp. 1810/publ. 1812
- Op. 8a, Pianosonat i a-moll - komp. omkr. 1812/publ. 1814
- Op. 8b, Sonat för piano 4 händer i F-dur - komp. 1820
- Op. 9, 6 sånger med piano - komp. omkr. 1813/publ. 1814
- Op. 10a, 3 duor för två flöjter i e-moll, D-dur, G-dur
- Op. 10b, 7 varierade teman och 5 stycken för flöjt solo i D-dur, A-dur, d-moll, G-dur, G-dur, e-moll, G-dur, c-moll, D-dur, G-dur, D-dur, d-moll - komp. före 1810/publ. 1810
- Op. 11a, 10 tyska sånger med piano - komp. 1813/publ. 1814
- Op. 11b, "Die Orakelglocke" för röst och piano - komp. omkr. 1810/publ. 1810
- Op. 12, 7 variationer för piano över "Guide mes pas" av Cherubini - komp. omkr. 1814/publ. 1815
- Op. 13, 3 trior för tre flöjter i D-dur, g-moll, F-dur - komp. omkr. 1814/publ. 1815
- Op. 14, 5 variationer för piano över "Manden med glas i hånd" - komp. omkr. 1813/publ. 1813
- Op. 15, 8 variationer för piano över "God dag, Rasmus Jensen" - komp. omkr. 1815/publ. 1816
- Op. 16, 8 variationer för piano över "Kong Christian stod ved højen mast" - komp. omkr. 1818/publ. 1819
- Op. 17, Sonatin för piano 4 händer i F-dur -/publ. 1818
- Op. 18, 9 variationer för piano över "Willkommen, Purpurschale" -/publ. 1819
- Op. 19, 10 tyska sånger med piano - komp. omkr. 1818/publ. 1819
- Op. 20, 3 sonatiner för piano i C-dur, G-dur, F-dur - komp. omkr. 1819/publ. 1820
- Op. 21, 3 sånger av Heinrich Wilhelm von Gerstenberg med piano, 1: "Der erste Mai", 2: "Der Traum", 3: "Orpheus" - komp. omkr. 1820/publ. 1820
- Op. 22, Variationer för piano över en dansk visa - komp. omkr. 1820/publ. 1820
- Op. 23, 12 tyska sånger med piano - komp. 1819/publ. 1820
- Op. 24, 8 valser för piano 4 händer - komp. omkr. 1820/publ. 1821
- Op. 25, |Fantasi och variationer för piano över svenska melodier - komp. omkr. 1815/publ. 1821
- Op. 26, 3 pianosonater i G-dur, C-dur, Ess-dur -/publ. 1821
- Op. 27, "Trylleharpen" opera (av Jens Baggesen)- komp. 1816/publ. 1820
- Op. 27(b), Version för fyrhändigt piano av ouvertyren till "Die Zauberharfe"
- Op. 28, 6 valser för piano -/publ. 1821/2
- Op. 29, "Elisa"; opera (av Caspar Johannes Boye) - komp. 1819-20/publ. 1820
- Op. 29(a), Pianoversion av ouvertyren till "Elisa"
- Op. 29(b), Version för fyrhändigt piano av ouvertyren till "Elisa"
- Op. 30, Pianosonat i B♭-dur -/publ. 1821
- Op. 31, 3 rondon för piano över teman av Mozart och Boieldieu - komp. 1820/publ. 1821
- Op. 32, Pianokvartett för violin, viola, och violoncell i c-moll - komp. 1820-1/publ. 1821
- Op. 33, Sonat för violin och piano i f-moll - komp. omkr. 1821/publ. 1822
- Op. 34, Pianosonat i G-dur - komp. 1821/publ. 1822
- Op. 35, 9 variationer för piano över "Danmark, hellige lyd" av Christoph Ernst Friedrich Weyse- komp. 1821/publ. 1821
- Op. 36, "Die Feier des Wohlwollens" för 3 mansröster och piano -/publ. 1822
- Op. 37, Divertissement i Ess-dur - komp. 1821/publ. 1822
- Op. 38, 3 fantasier för flöjt solo i D-dur, G-dur, C-dur - komp. 1821/publ. 1822
- Op. 39, 3 duor för två flöjter i e-moll, B♭-dur, D-dur -/publ. 1821/2
- Op. 40, 6 rondon för piano - komp. omkr. 1821/publ. 1822
- Op. 41, 8 rondon för piano - komp. omkr. 1821/publ. 1822
- Op. 42, 6 varierade teman för piano över österrikiska folksånger - komp. omkr. 1821/publ. 1822
- Op. 44, 3 sonatiner för piano 4 händer i G-dur, C-dur, F-dur - komp. omkr. 1822/publ. 1822
- Op. 45, Concertino för två horn och orkester i f-moll - komp. omkr. 1822/publ. 1830
- Op. 45(a), Concertino för två horn och piano i f-moll - komp. omkr. 1822/publ. 1830
- Op. 46, 3 pianosonater i G-dur, d-moll, C-dur - komp. omkr. 1822/publ. 1823
- Op. 47, "Eurydice i Tartarus"; lyrisk-dramatsiak scen (av Jens Immanuel Baggesen) - komp. 1816/Ouvertyr publ. 1823
- Op. 47(b), Version för fyrhändigt piano av ouvertyren till "Eurydice in Tartarus"
- Op. 48, 10 variationer för piano över en folkvisa ur Carl Maria von Webers opera Friskytten - komp. omkr. 1822/publ. 1822
- Op. 49, 6 varierade teman för piano från Carl Maria von Webers opera Friskytten - komp. 1822/publ. 1822
- Op. 50, Kvartett för piano, violin, viola, och violoncell i A-dur - komp. omkr. 1821/publ. 1822
- Op. 51, 3 kvintetter för flöjt, violin, två violor och violoncell i D-dur, e-moll, A-dur - komp. omkr. 1822/publ. 1823
- Op. 52, 3 pianosonater i F-dur, B♭-dur, A-dur - komp. omkr. 1822/publ. 1823
- Op. 53, 3 varierade teman för piano från Carl Maria von Webers "Preciosa" - komp. 1822/3/publ. 1823
- Op. 54, 10 variationer för piano över "Silenzio che sento" av Giuseppe Francesco Bianchi - komp. omkr. 1823/publ. 1823
- Op. 55, 6 sonatiner för piano i C-dur, G-dur, C-dur, F-dur, D-dur, C-dur - komp. 1823/publ. 1823
- Op. 56, 3 rondon för piano i C-dur, G-dur, F-dur över teman ur Wolfgang Amadeus Mozarts "Figaros bröllop" - komp. 1823/publ. 1823
- Op. 57, 3 sonater för flöjt och piano i F-dur, a-moll, G-dur -/publ. 1824
- Op. 58, 4 variationer för fyrhändigt piano över "Deh calma o ciel" ur Rossini's "Otello" - komp. omkr. 1823/publ. 1824
- Op. 59, 3 sonatiner för piano i A-dur, F-dur, C-dur - komp. omkr. 1824/publ. 1824
- Op. 60, 3 sonatiner för piano i F-dur, A-dur, C-dur samt 3 varierade teman av Rossini- komp. omkr. 1825/publ. 1825
- Op. 61, 6 Divertissements i valsform för piano - komp. omkr. 1824/publ. 1825
- Op. 62, 3 varierade teman för piano från Carl Maria von Webers opera Euryanthe - komp. omkr. 1824/publ. 1824
- Op. 63, 6 variationer för flöjt och piano över ett tema ur Carl Maria von Webers "Euryanthe" - komp. omkr. 1824/publ. 1825
- Op. 64, Sonat för flöjt och piano i Ess-dur -/publ. 1825
- Op. 65, "Lulu"; opera i tre akter (av Carl Frederik Güntelberg) - komp. 1823-4/publ. 1825
- Op. 65(a), Pianoversion av ouvertyren till "Lulu"
- Op. 65(b), Version för fyrhändigt piano av ouvertyren till "Lulu"
- Op. 66, 3 sonatiner för piano 4 händer i F-dur, C-dur, G-dur - komp. omkr. 1824/publ. 1825
- Op. 67, 6 fyrstämmiga sånger för manskör a cappella-/publ. omkr. 1825
- Op. 68, 6 divertimenti för flöjt och piano ad libitum i G-dur, D-dur, H-dur, Ess-dur, G-dur, ciss-moll - komp. omkr. 1825/publ. 1825
- Op. 69, Sonat för flöjt och piano i G-dur - komp. omkr. 1825/publ. omkr. 1826
- Op. 70, 3 rondon för piano 4 händer i F-dur, C-dur, D-dur - komp. omkr. 1826/publ. 1826
- Op. 71, Sonat för flöjt och piano i e-moll -/publ. 1826
- Op. 72a, 9 variationer för piano 4 händer över Ludwig van Beethovens "Herz, mein Herz", Op. 75:2 - komp. omkr. 1826/publ. 1826
- Op. 72b, 3 sånger med piano - komp. 1821-3/publ. 1823
- Op. 73, 3 rondon för piano över teman av Auber och Rossini - komp. omkr. 1826/publ. 1826
- Op. 74, "William Shakespeare"; musik till skådespel (av Casper Johannes Boye) - komp. 1825-6/ouvertyr publ. 1826
- Op. 74(a), Version för fyrhändigt piano av ouvertyren till "William Shakespeare"
- Op. 74b, Pianoversion av skådespelsmusik till "William Shakespeare" - komp. 1825-6/publ. 1873
- Op. 75, variationer för piano 4 händer över Ludwig van Beethovens "Der Wachtelschlag", WoO 129 - komp. omkr. 1826/publ. 1826/7
- Op. 76, 8 variationer för piano 4 händer över Ludwig van Beethovens "Lebensglück", Op. 88 - komp. omkr. 1826/publ. 1827
- Op. 77, 8 variationer för piano 4 händer över Ludwig van Beethovens "Sehnsucht", op. 83:2 - komp. omkr. 1826/publ. 1827
- Op. 78, 2 dikter av Ignaz Franz Castelli för röst och piano -/publ. omkr. 1827
- Op. 79, 3 sonater för violinoch piano i F-dur, a-moll, C-dur - komp. omkr. 1827/publ. 1827
- Op. 80, 3 duor för två flöjter i G-dur, C-dur, e-moll - komp. omkr. 1826/publ. 1827/8
- Op. 81, 3 duor för två flöjter i D-dur, F-dur, g-moll - komp. omkr. 1826/publ. 1827/82
- Op. 82, 9 fyrstämmiga sånger för manskör a cappella - komp. 1826/publ. 1828
- Op. 83, 3 sonater för flöjt och piano i G-dur, C-dur, g-moll - komp. omkr. 1826/publ. 1827/8
- Op. 84, 3 rondon för piano över teman av Auber och Boieldieu - komp. 1827/publ. 1827
- Op. 85, Sonat för flöjt och piano i a-moll -/publ. 1827
- Op. 86, 3 trior för 3 flöjter i e-moll, D-dur, Ess-dur - komp. omkr. 1826-7/publ. 1827
- Op. 87, 3 duor för 2 flöjter i A-dur, g-moll, D-dur - komp. omkr. 1827/publ. 1827
- Op. 88, 4 sonatiner för piano i C-dur, G-dur, a-moll, F-dur - komp. 1827/publ. 1827
- Op. 89, 8 fyrstämmiga sånger för manskör a cappella - komp. omkr. 1826/publ. 1828/9
- Op. 90, Trio för 3 flöjter i h-moll - komp. omkr. 1826/publ. 1828
- Op. 91, 11 variationer för piano över Liten Karin - komp. omkr. 1826/publ. 1828
- Op. 92, Rondo för piano "Les charmes de Copenhague" - komp. omkr. 1826/publ. 1828
- Op. 93, Fantasi för piano över svenska sånger -/publ. 1828
- Op. 94, 8 variationer för flöjt och piano över George Onslows "Pour les filles" ur "Le colporteur" - komp. 1829/publ. 1829
- Op. 95, 3 fantasier för flöjt och piano ad libitum i g-moll, e-moll, d-moll - komp. omkr. 1828/publ. 1829
- Op. 96, Rondo för piano över teman ur George Louis Onslows opera "Le colporteur" - komp. omkr. 1828/publ. 1828
- Op. 97, 2 rondon för piano över teman ur Joseph Ferdinand Hérolds opera "Marie" - komp. 1829/publ. 1829
- Op. 98a, rondo för flöjt och piano i e-moll över "Ah! quand il gèle" ur George Louis Onslows "Le colporteur" - komp. omkr. 1828/publ. 1829
- Op. 98b, rondo för piano i e-moll över "Ah! quand il gèle" ur George Louis Onslows "Le colporteur" - komp. 1834/
- Op. 99, 8 variationer för flöjt och piano över "Toujours de mon jeune âge" ur George Louis Onslows "Le colporteur" - komp. 1829/publ. 1830
- Op. 100, "Elverhøj"; musik till skådespel (av Johan Ludvig Heiberg) - komp. 1828/publ. 1828
- Op. 100(a), Pianoversion av ouvertyren till "Elverhøj"
- Op. 100(b), Version för fyrhändigt piano av ouvertyren till "Elverhøj"
- Op. 101, 8 variationer för flöjt och piano över ett tema ur Ludwig Spohrs opera "Jessonda" - komp. omkr. 1829/publ. 1830
- Op. 102, 3 duor för två flöjter i D-dur, E-dur, A-dur - komp. omkr. 1829/publ. 1830
- Op. 103, Kvartett för fyra flöjter i e-moll - komp. 1829/publ. 1830
- Op. 104, 5 variationer för flöjt och piano över en skotsk folkvisa - komp. 1829/publ. 1830
- Op. 105, 7 variationer för flöjt och piano över en irländsk folkvisa i G-dur - komp. 1829/publ. 1830
- Op. 106, 6 Romanser och sånger av Friedrich de la Motte Fouqué med piano - komp. 1829/publ. 1830
- Op. 107, "Hugo og Adelheid"; opera i tre akter (av Casper Johannes Boye) - komp. 1827/publ. 1827/38
- Op. 107(a), Pianoversion av ouvertyren till "Hugo und Adelheid"
- Op. 107(b), Version för fyrhändigt piano av ouvertyren till "Hugo und Adelheid"
- Op. 108, Kvartett för piano, violin, viola, och violoncell i g-moll - komp. 1829/publ. 1833
- Op. 109, 3 rondon för piano över operamelodier av Rossini m.fl. - komp. 1829/30/publ. 1830
- Op. 110, 3 duor för flöjt eller violin och piano i B♭-dur, e-moll, D-dur -/publ. 1830
- Op. 111, 3 rondon för piano 4 händer i C-dur, D-dur, C-dur - komp. omkr. 1831/publ. 1831
- Op. 112, 3 varierade teman för piano i C-dur, G-dur, F-dur av Bellini, Hummel och en österrikisk folkvisa - komp. omkr. 1831/publ. 1831
- Op. 113, 3 rondon för piano över operamelodier av Rossini och Isouard - komp. omkr. 1831/publ. 1832
- Op. 114, 3 varierade teman för piano 4 händer i G-dur, C-dur, F-dur av Mozart m.fl.-/publ. 1832
- Op. 115, "Trillingbrødrene fra Damask"; musik till komedi i tre akter (av Adam Gottlob Oehlenschläger) - komp. 1830/publ. 1830
- Op. 115(a), Pianoversion av ouvertyren till "Trillingbrødrenen fra Damask"
- Op. 116, 2 varierade teman för piano från Gioachino Antonio Rossinis opera Wilhelm Tell - komp. omkr. 1831/publ. 1831
- Op. 117, 3 rondoletton för piano över teman av Ludwig van Beethoven - komp. omkr. 1831/publ. 1831
- Op. 118, 3 rondon för piano över operamelodier av Daniel François Auber - komp. omkr. 1830-1/publ. 1831
- Op. 119, Trio för två flöjter och piano i G-dur -/publ. 1832
- Op. 120, Rondo för piano i F-dur över "La légèreté" av Niccolò Paganini -/publ. 1832
- Op. 121, Rondo för piano i a-moll över "La clochette" av  Niccolò Paganini -/publ. 1832
- Op. 122, Stråkkvartett för två violiner, viola, och violoncell i a-moll - komp. 1831/publ. 1841
- Op. 123, Allegro pathétique för piano 4 händer i c moll-/publ. 1832
- Op. 124, Adagio och rondo för piano 4 händer i Ass dur -/publ. 1832
- Op. 125, Rondeau pastoral för piano i C-dur -/publ. 1832
- Op. 126, Divertissement för piano över teman av Wolfgang Amadeus Mozart -/publ. 1833
- Op. 127, Pianosonat i Ess-dur - komp. före 1820/publ. 1833

## Utan opusnummer
- WoO 128, 2 romanser ur "Hugo von Reinberg"; tragedi i fem akter (av Adam Gottlob Oehlenschläger) - komp. 1814/publ. 1814
- WoO 128(a), 2 romanser ur "Hugo von Reinberg" med piano - komp. 1814/publ. 1814
- WoO 129, "Røverborgen"; opera i tre akter (av Adam Gottlob Oehlenschläger) - komp. 1813/publ. 1815
- WoO 129(a), Pianoversion av ouvertyren till "Røverborgen"
- WoO 129(b), Version för fyrhändigt piano av ouvertyren till "Røverborgen"
- WoO 130, "Den lykkelige Hero"; lyrisk scen (av Christian Sander) - komp. omkr. 1819/
- WoO 131, 2 sånger ur "Aladdin"; skådespel (av Adam Gottlob Oehlenschläger) - komp. 1816-30/publ. 1839
- WoO 131(a), 2 sånger ur "Aladdin"; med piano - komp. 1816-30/publ. 1839
- WoO 132, "An die Freude" för soli, kör, och orkester - komp. 1813/
- WoO 133, Kantatino för två sopraner och blandad kör med flöjt och stråkorkester - komp. omkr. 1814/
- WoO 134, "Reformationskantat" - komp. 1817/
- WoO 135, Sorgekantat över Moltke - komp. 1818/
- WoO 136, Bröllopskantat för soli, blandad kör och orkester - komp. 1828/
- WoO 137, Två folksånger för röst och piano - komp. omkr. 1819/publ. 1819
- WoO 137b, Version för manskör och orkester av WoO. 137, Nr. 2 - komp. omkr. 1819/publ. 1819
- WoO 138, March för piano med manskör - komp. omkr. 1820/publ. 1821
- WoO 139, "Den kronede norske nationalsang" för manskör och piano - komp. 1821/publ. 1822
- WoO 140, "Sang for land-cadetter" för manskör och piano - komp. 1828/publ. 1828
- WoO 141, "Fortrængt blev mørket" för manskör med gitarr -/
- WoO 142, "Freunde, wie schön"; sång för två sopraner, tenor, och bas med piano -/publ. 1824
- WoO 143, 2 mosaiska körer - komp. 1817/publ. 1826
- WoO 144, "Nice se più non m'ami"; duett med piano -/publ. före 1808
- WoO 145, "Die Abtissin und die Nonne"; antifon för två röster med piano -/publ. omkr. 1810
- WoO 146, "Die Blumen" för röst och piano - komp. före 1808/publ. före 1808
- WoO 147, "Das Veilchen" för röst och piano - komp. före 1808/publ. 1808
- WoO 148, Aria ur "Einer für drei" för röst och piano -/
- WoO 149, "Leichte Stücke" för röst och piano - komp. före 1810/publ. före 1810
- WoO 150, "Resignation" för röst och piano - komp. före 1810/publ. omkr. 1810
- WoO 151, "Kennst du das Land" för röst och piano - komp. före 1810/publ. omkr. 1810
- WoO 152, "Das Mädchen im Bade" för röst och piano - komp. före 1811/publ. omkr. 1810
- WoO 153, 3 Canzonetter för röst och piano - komp. 1813/publ. 1818/9
- WoO 154, "Romance til den 1. januar" för röst och piano - komp. 1813/publ. 1813
- WoO 155, "Frisch auf zur Freude" för röst och piano - komp. 1814/publ. 1842
- WoO 156, "Rastlose Liebe" för röst och piano -/publ. omkr. 1815
- WoO 157, "Evighetsblomsten" för röst och piano - komp. omkr. 1818/publ. 1818
- WoO 158, "Månedsroser" för fyra röster med piano - komp. 1818/publ. 1818
- WoO 159, "Urania" för röst och piano -/publ. omkr. 1820
- WoO 160, "Rank står med hjelmen" för röst och piano - komp. 1822/publ. 1822
- WoO 161, "Der Entfernte an den Mond" för röst och piano - komp. omkr. 1822/publ. 1822
- WoO 162, "I våren" för röst och piano - komp. omkr. 1823/publ. 1823
- WoO 163, "Sang til friheden" för röst och piano - komp. omkr. 1824/publ. 1824
- WoO 164, 2 sånger ur "Fjeldeventyret" för röst och piano - komp. 1824/5/publ. 1825
- WoO 165, "Mindet" för röst och piano - komp. omkr. 1827/publ. 1827
- WoO 166, 3 postuma sånger för röst och piano -/publ. 1875
- WoO 167, 3 sånger av Bang[vem?] för röst och piano -/
- WoO 168, "Ellinors svarmeri" för röst med flöjt och piano - komp. omkr. 1829/
- WoO 169, Gåtkanon (tvåstämmig)- komp. före 1809/publ. 1808/9
- WoO 170, 5 gåtkanon -/publ. 1811
- WoO 171, "Alleluia"; (trestämmig) -/publ. 1811
- WoO 172, Kanon för piano -/publ. 1811
- WoO 173, "Ave Maria"; (sjustämmig) -/publ. 1812
- WoO 174, Tvåstämmig kanon i a-moll -/
- WoO 175, Tolvstämmig kanon -/
- WoO 176, Musikaliskt anagram över B,A,C,H -/
- WoO 177, "Kühl, nich lau"; av Ludwig van Beethoven -/
- WoO 178, Kanon i B♭-dur  (tvåstämmig)-/publ. 1820
- WoO 179, Kanon i a-moll  (fyrstämmig)-/publ. 1821
- WoO 180, "Plora, plange"; (fyrstämmig kanon) -/publ. 1821
- WoO 181, "Guter Wein"; (sexstämmig kanon)-/publ. 1821
- WoO 182, Kanon (28-stämmig) -/publ. 1821
- WoO 183, 13 komiska kanon -/publ. 1817
- WoO 184, Gåtkanon (fyrstämmig) -/
- WoO 185, Symfoni - komp. före 1805/
- WoO 186, 12 danser för två violiner och kontrabas - komp. före 1808/
- WoO 187, Pianokonsert i f-moll - komp. 1811/
- WoO 188, 3 cantabile-satser för flöjt solo i G-dur, B♭-dur, A-dur -/publ. 1834
- WoO 189, Andante och polacca för horn och piano/
- WoO 190, Engelsk dans för fyra instrument -/
- WoO 191, Sonatin för piano 4 händer i C-dur -/publ. omkr. 1835
- WoO 192, Divertissement för piano 4 händer i B♭-dur -/publ. 1838
- WoO 193, Valser från Dobberan för piano 4 händer -/publ. före 1824
- WoO 194, Adagio och Allegro con brio för piano - komp./publ. före 1820
- WoO 195, Grave och Allegro non tanto för piano- komp. omkr. 1820/
- WoO 196, Variationer för pianoöver ett tema av Henri Montan Berton - komp. före 1808/publ. 1807
- WoO 197, Variationer för piano "Auf hamburgs Wohlergeben"; - komp. före 1810/
- WoO 198, 67 variationer för piano - komp. före 1816/publ. före 1816
- WoO 199, Variationer för piano över "Lorsque dans une tour" - komp. före 1816/publ. före 1816
- WoO 200, Andantino med variationer för piano-/publ. 1822
- WoO 201, Lento Al Rovescio för piano - komp. före 1818/
- WoO 202, Rondo för piano i A-dur - komp. 1815/
- WoO 203, Rondo för piano i a-moll över ett tema av Jacques Pierre Rode -/publ. 1814
- WoO 204, "Ungewetter auf dem Meere" för piano - komp. omkr. 1810/
- WoO 205, Sorgmarsch för piano - komp. 1814/publ. 1814
- WoO 206, 2 kröningsmarscher för piano - komp. 1815/publ. 1815
- WoO 207, Marsch för piano för kungliga livgardet - komp. omkr. 1815/publ. 1815
- WoO 208, 2 vapendanser för piano -/publ. 1816
- WoO 209, Paradmarsch för piano för gardet -/publ. 1818
- WoO 210, 6 valser för piano - komp. före 1808/publ. före 1808
- WoO 211, 10 valser för piano -/publ. 1812/3
- WoO 212, 12 valser för piano -/publ. 1817
- WoO 213, Favoritvals för piano i A-dur -/publ. 1817
- WoO 214, Vals för piano i F-dur - komp. omkr. 1818/
- WoO 215, "Kaleidacousticon" - komp. omkr. 1817/publ. omkr. 1817
- WoO 216, "Grande valse héroïque" för piano -/publ. 1822
- WoO 217, 12 skotska danser för piano -/publ. omkr. 1810
- WoO 218, 6 skotska danser för piano -/publ. 1812
- WoO 219, Menuett för piano "Alte und neue Zeit" -/publ. omkr. 1812
- WoO 220, Ecossäs för piano i Ess-dur -/
- WoO 221, Polacca för piano i B♭-dur -/publ. omkr. 1834
- WoO 222, Generalbasskola -/
- WoO 223, Ouvertyr till "Amors triumf" /
- WoO 224, Scen ur Ossians sånger's "Comala" -/
- WoO 225, "Moses"; skådespel (avErnst August Klingemann) -/
- WoO 226, "Alfred"; opera (av August von Kotzebue) -/
- WoO 227, 3 Progressiva sonater för flöjt eller violin och piano -/
- WoO 228, 6 valser för piano 4 händer
- WoO 229, 5 valser för piano, ej autentiska-/
- WoO 230, 6 små valser för piano, ej autentiska -/
- WoO 231, 12 dikter av Frederik Høegh-Guldberg, aldrig komponerade -/
- WoO 232, Romanser och sånger i två volymer för röst och piano -/